# 波拉特勒

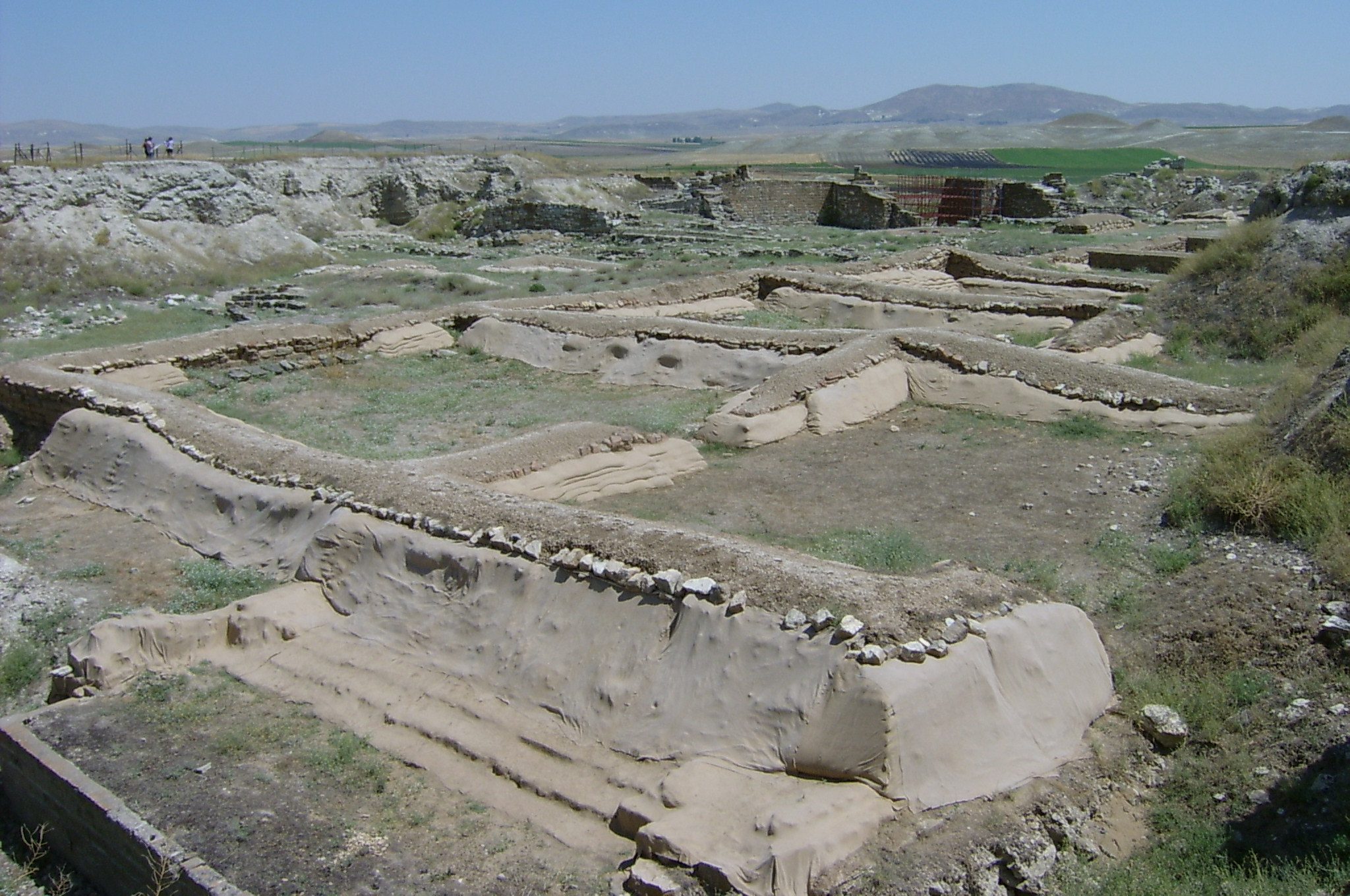

波拉特勒（土耳其語：Polatlı）是土耳其的城鎮，由安卡拉省負責管轄，位於該國北部，距離首都安卡拉約80公里，面積3,789平方公里，海拔高度850米，2010年人口117,473。

## 名稱
鄂圖曼語中此城名稱寫作「پولادلی」。

## 外部連結
- District governor's official website （页面存档备份，存于） （土耳其文）
- District municipality's official website （页面存档备份，存于） （土耳其文）
- Everyday images of Polatlı （页面存档备份，存于） （英文）

39°35′03″N 32°08′50″E / 39.58417°N 32.14722°E